# 1006 Lagrangea
Lagrangea (asteroide 1006) é um asteroide da cintura principal com um diâmetro de 29,56 quilómetros, a 2,0482903 UA. Possui uma excentricidade de 0,3506563 e um período orbital de 2 046,29 dias (5,61 anos).
Lagrangea tem uma velocidade orbital média de 16,77004835 km/s e uma inclinação de 10,91482º.
Esse asteróide foi descoberto em 12 de setembro de 1923 por Sergei Belyavsky.
Seu nome é uma homenagem ao matemático italiano Joseph-Louis Lagrange. 